# Bertil Näslund (ingenjör)
Johan Gustaf Bertil Näslund, född den 10 april 1910 i Boden, död den 5 april 2002 i Stockholm, var en svensk ingenjör.
Näslund avlade examen vid Kungliga tekniska högskolan 1933 och promoverades till teknologie doktor 1954. Han innehade aktiebolaget Architector konsult från 1942. Näslund var tillförordnad professor i byggnadsekonomi och byggnadsorganisation vid Chalmers tekniska högskola 1958–1966 och professor i byggproduktionsteknik vid Lunds tekniska högskola 1967–1969.